# Symphonie no 84 de Joseph Haydn
« In Nomini Domini »
La Symphonie no 84 en mi bémol majeur, Hob. I: 84, dite « In Nomine Domini », est une symphonie du compositeur autrichien de Joseph Haydn qui a été achevée en 1786. Sa forme est celle de la symphonie classique en quatre mouvements.

## Orchestration
L'œuvre est écrite pour flûte, deux hautbois, deux bassons, deux cors et cordes.

## Analyse

### Largo - Allegro
Largo, en mi bémol majeur, à 
, mesures 1 - 20 - Allegro, en mi bémol majeur, à , mesures 21-267

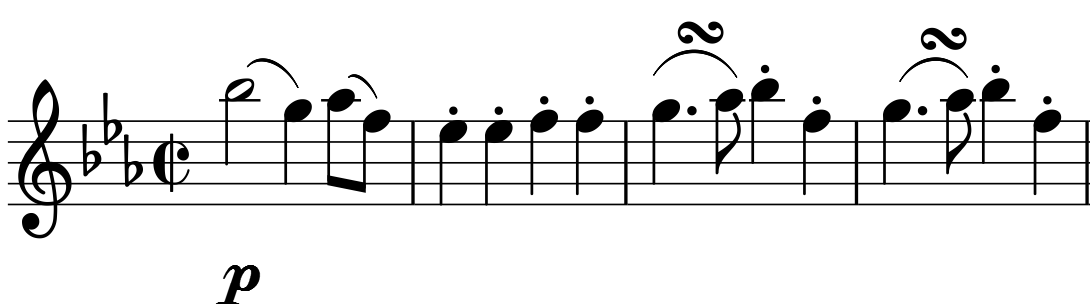
Début de l'Allegro, 1er violons

### Andante
Andante, en si bémol majeur, à 
, 83 mesures

### Menuetto: allegretto
Menuetto, en mi bémol majeur, à 
, 54 mesures
Le mouvement dans une couleur simple et énergique précède un trio qui fait dialoguer efficacement les instruments à vent et les cordes dans un jeu champ contre champ.

### Vivace
Vivace, en mi bémol majeur, à 
, 292 mesures

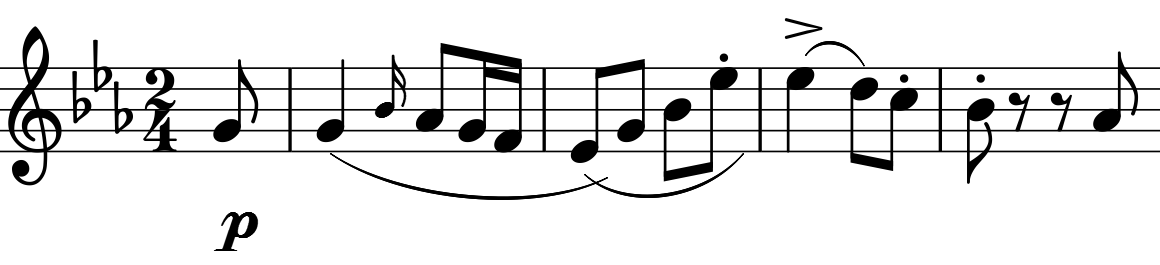
Début du Vivace, 1er violons

Le finale est en forme sonate et en forme rondo.
Durée approximative : 23 minutes.

## Enregistrement
- New York Philharmonic - Direction Leonard Bernstein
- Berliner Philharmoniker - Direction Herbert von Karajan (Deutsche Grammophon)
- Hanover Band - Direction Roy Goodman
- Concentus Musicus Wien - Direction Nikolaus Harnoncourt.